# RogerEbert.com
RogerEbert.com er en hjemmeside med filmanmeldelser med anmeldelser, som er skrevet af filmkritikeren Roger Ebert for Chicago Sun-Times samt med anmeldelser og essays af andre filmanmeldere. Ebert udvalgte skribenter fra hele verden til at bidrage til siden. Efter Ebert døde i 2013 er siden blevet relanceret under Ebert Digital, der er et partnerskab mellem Ebert, hans hustru Chez og vennen Josh Golden, hvilket allerede begyndte, mens Ebert var i live.
To måneder efter Eberts død hyrede Chaz Ebert film- og fjernsynsanmelder Matt Zoller Seitz som chefredaktør på siden, fordi hans IndieWire blog PressPlay delte mange af de samme bidragsydere som RogerEbert.com, og fordi begge sider promoverede hinanden.